# 出村龍日
出村 龍日（でむら りゅうにち、1949年 - ）は、日本の宗教家・宗教学者。八大龍王神を信仰し、宗教法人八大龍王神八江聖団総裁。博士（文学）（皇學館大學）。神社本庁の神職の有資格者。教祖・出村龍聖の長子。

## 略歴
北海道檜山郡江差町出身。皇學館大學大学院博士課程修了の後、父出村龍聖のもとで副総裁として教団活動に従事。以来、体調を崩し失明を余儀なくされた父出村龍聖を助け各分宮や支部をまわり信者の救済・指導・教育にあたる。1989年教祖である父が永眠後、総裁を継承した。その後、教団の総本宮、札幌分宮、函館分宮、小樽分宮、室蘭分宮、苫小牧分宮を建立し、布教の充実をはかる。

## エピソード
武道にも精進・精通し、剣道教士7段、居合道錬士6段の腕前。また、吉田神道に関する論文も執筆している。

## 主要著書・論文
- 『諸神道説の研究：現状と今後の課題（吉田神道）』（神道史研究、1990年）
- 『吉田神道の基礎的研究』（神道史学会、1997年）※学位論文
- 『吉田神道における陰陽道的要素の一考察』（皇學館大學神道研究所紀要、1999年）

などのほか多数ある。